# Tom Walsh (Eishockeyspieler)
Thomas Michael „Tom“ Walsh (* 22. April 1983 in Arlington, Massachusetts) ist ein ehemaliger US-amerikanischer Eishockeyspieler, der im Verlauf seiner Karriere zwischen 2002 und 2010 unter anderem 111 Spiele für die Worcester Sharks in der American Hockey League (AHL) auf der Position des Verteidigers bestritten hat. Darüber hinaus verbrachte Walsh eine Spielzeit beim Helsingfors IFK in der finnischen SM-lliga.

## Karriere
Walsh, der direkt nach der High School im NHL Entry Draft 2002 in der fünften Runde an 163. Position von den San Jose Sharks aus der National Hockey League (NHL) ausgewählt wurde, begann seine Karriere im Sommer 2002 an der renommierten Harvard University. Dort war der Verteidiger insgesamt vier Jahre bis zum Sommer 2006 in der ECAC Hockey, einer Division im Spielbetrieb der National Collegiate Athletic Association (NCAA), aktiv. Mit den Crimson gewann er in dieser Zeit zweimal die Meisterschaft der ECAC.
Nach Beendigung seiner College-Ausbildung verpflichteten ihn die Sharks und setzten ihn zunächst bei den Fresno Falcons, ihrem Farmteam in der ECHL, ein. Noch im Verlauf der Saison 2006/07 wechselte Walsh zu den Worcester Sharks, einem weiteren Kooperationspartner San Joses, in die American Hockey League (AHL). Am Saisonende statteten sie ihn mit einem standardmäßigen AHL-Vertrag aus. Nach einer kompletten Spielzeit in der AHL, in der er 36 Scorerpunkte in 76 Begegnungen erzielt hatte, verließ Walsh Nordamerika und wechselte nach Europa zum finnischen Hauptstadtklub Helsingfors IFK in die SM-liiga. Nach einer weiteren Spielzeit bei den Belfast Giants in der britischen Elite Ice Hockey League (EIHL) beendete der 27-Jährige seine aktive Karriere, zu dessen Abschluss er mit den Giants die Playoffs der EIHL gewonnen hatte.

## Erfolge und Auszeichnungen
- 2004 ECAC-Meisterschaft mit der Harvard University
- 2006 ECAC-Meisterschaft mit der Harvard University
- 2007 Teilnahme am ECHL All-Star Game
- 2010 EIHL-Playoffgewinn mit den Belfast Giants

## Karrierestatistik
(Legende zur Spielerstatistik: Sp oder GP = absolvierte Spiele; T oder G = erzielte Tore; V oder A = erzielte Assists; Pkt oder Pts = erzielte Scorerpunkte; SM oder PIM = erhaltene Strafminuten; +/− = Plus/Minus-Bilanz; PP = erzielte Überzahltore; SH = erzielte Unterzahltore; GW = erzielte Siegtore; 1 Play-downs/Relegation; Kursiv: Statistik nicht vollständig)